# Denileukin diftitox
Denileukin Diftitox (tên thương mại là Ontak) là một chất chống ung thư, một loại protein được thiết kế kết hợp giữa độc tố Interleukin-2 và Diphtheria. Denileukin Diftitox có thể liên kết với các thụ thể Interleukin-2  và đưa độc tố bạch hầu vào các tế bào biểu hiện các thụ thể đó, giết chết các tế bào. Trong một số tế bào ác tính Leukemias và L lymphomas biểu hiện những thụ thể này, vì vậy denileukin Diftitox có thể nhắm mục tiêu những điều này.
Năm 1999, Ontak đã được Cơ quan Quản lý Thực phẩm và Dược phẩm Hoa Kỳ (FDA) phê chuẩn để điều trị ung thư hạch tế bào T ở da (CTCL).
Có một số bằng chứng buộc nó bị giảm thị lực và năm 2006, FDA đã thêm một cảnh báo hộp đen vào nhãn thuốc.
Vào năm 2014, tiếp thị của Ontak đã bị ngừng ở Mỹ.